# Jugoslavija na Zimskih olimpijskih igrah 1984 - hokej na ledu
Jugoslavija je na Zimskih olimpijskih igrah 1984, ki so potekale med 8. in 19. februarjem 1984 v Sarajevu, z zmago in štirimi porazi zasedla enajsto mesto. To je bil peti in zadnji nastop jugoslovanske hokejske reprezentance na Olimpijskih igrah.

## Postava
- Selektor: Štefan Seme[1]
- Vratarji: Domine Lomovšek, Cveto Pretnar
- Branilci: Igor Beribak, Dejan Burnik, Andrej Vidmar, Drago Mlinarec, Murajica Pajič, Jože Kovač, Vojko Lajovec, Drago Horvat
- Napadalci: Mustafa Bešić, Marjan Gorenc, Edo Hafner, Gorazd Hiti, Matjaž Sekelj, Zvone Šuvak, Blaž Lomovšek, Peter Klemenc, Tomaž Lepša, Bojan Razpet, Ivan Ščap

## Tekme
| 7. februar 1984 | Jugoslavija | 1–8 | Zahodna Nemčija | Olimpijska dvorana Zetra, Sarajevo |

| Poročilo tekme | Poročilo tekme | Poročilo tekme | Poročilo tekme | Poročilo tekme |
| -------------- | -------------- | -------------- | -------------- | -------------- |
|                |                | (1:1,0:4,0:3)  |                |                |

| 9. februar 1984 | Jugoslavija | 0–11 | Švedska | Olimpijska dvorana Zetra, Sarajevo |

| Poročilo tekme | Poročilo tekme | Poročilo tekme | Poročilo tekme | Poročilo tekme |
| -------------- | -------------- | -------------- | -------------- | -------------- |
|                |                | (0:4,0:1,0:6)  |                |                |

| 11. februar 1984 | Jugoslavija | 1–9 | Sovjetska zveza | Olimpijska dvorana Zetra, Sarajevo |

| Poročilo tekme | Poročilo tekme | Poročilo tekme | Poročilo tekme | Poročilo tekme |
| -------------- | -------------- | -------------- | -------------- | -------------- |
|                |                | (0:4,1:1,0:4)  |                |                |

| 13. februar 1984 | Jugoslavija | 5–1 | Italija | Olimpijska dvorana Zetra, Sarajevo |

| Poročilo tekme | Poročilo tekme | Poročilo tekme | Poročilo tekme | Poročilo tekme |
| -------------- | -------------- | -------------- | -------------- | -------------- |
|                |                | (0:0,2:1,3:0)  |                |                |

| 15. februar 1984 | Jugoslavija | 1–8 | Poljska | Olimpijska dvorana Zetra, Sarajevo |

| Poročilo tekme | Poročilo tekme | Poročilo tekme | Poročilo tekme | Poročilo tekme |
| -------------- | -------------- | -------------- | -------------- | -------------- |
|                |                | (1:2,0:3,0:3)  |                |                |